# David Earl
David Earl é um ator britânico, mais conhecido pelo seu papel como Kev em Derek. Além de ator, David também é um jardineiro.[carece de fontes?]